# 齊克新
齊克新（1650年—1661年），滿洲愛新覺羅氏。清太祖努爾哈赤曾孫、饒餘敏郡王阿巴泰孫、已革端重定親王博洛第八子、已革多羅敏思郡王塔爾納之弟。
順治九年（1652年）三月，父親端重定親王博洛病逝。齊克新襲爵為端重親王。順治十六年（1659年），朝廷追論博洛分多爾袞遺財及以及掌管戶部時尚書譚泰逞私攬權而博洛不力阻兩件事，奪去博洛爵位及諡號，而齊克新亦被降為貝勒。順治十八年（1661年），齊克新逝世，諡號「懷思」。因為齊克新無子，爵位亦除去。